# Dorcopsis atrata
Dorcopsis atrata é uma espécie de marsupial da família Macropodidae. Endêmica de Papua-Nova Guiné.